# Santa Maria della Salute
Santa Maria della Salute (Gospa od Zdravlja) koju Venecijanci jednostavno zovu Salute, je slavna venecijanska crkva, slikovito smještena na uskom Carinskom rtu koji leži između Canal Grandea i Zaljeva sv. Marka u laguni, prekoputa Trga sv. Marka.
Po svojim dimenzijama to je manja venecijanska crkva, njezine skladne i klasične proporcije, toliko su prepoznatljive i vežu se uz Veneciju, da je jedna od najviše fotografiranih crkava u Italiji.

## Povijest
Od ljeta 1629., val epidemije kuge zahvatio je Veneciju, i tijekom iduće dvije godine umrla je gotovo trećina stanovništva. Učestale procesije i molitve upućene sv. Roku i sv. Lorenzu Giustinianiu, nisu uspjele zaustaviti val epidemije. Još uvijek je bila svježa uspomena na prijašnju veliku epidemiju kuge (1575. – 1576., tad je pomrlo 46,000 ljudi), tad je Republika kao znak zahvalnosti za nestanak daljnje epidemije,  dala zadatak  Palladiu da podigne slikovitu baziliku il Redentore posvećenu Kristu Otkupitelju, na Giudecchi. Ovaj put mletačko Veliko vijeće je  22. listopada 1630., odlučilo da novu crkvu neće posvetiti nekom svecu zaštitniku od kuge, već Blaženoj djevici Mariji, za koju su držali da je zaštitnica Republike.
Također je odlučeno da će Veliko vijeće pohoditi baziliku svake godine, 21. studenog, na blagdan Prikazanja djevice Marije u hramu, ta procesija poznata je danas kao Festa della Madonna della Salute, u njoj tradicionalno sudjeluju venecijanski dužnosnici. Procesija ide od Trga sv. Marka do bazilike Santa Maria della Salute u četvrti (Sestiere) - Dorsoduro, kao znak zahvalnosti za oslobođenje od kuge. Za tu priliku se gradi posebni prijelaz preko Canal Grande (pontonski most). Taj događaj je još uvijek je veliki događaj u Veneciji.
Težnja da se napravi dostojan spomenik na mjestu do kojeg će biti jednostavno doći u procesiji s Trga sv. Marka, dovela je vijećnike da izaberu upravo Carinski rt na Dorsoduru od ponuđenih 8 potencijalnih lokacija.
Mjesto je odabrano i zbog odnosa, koji Carinski rt ima prema otoku San Giorgio, Trga sv. Marka i već izgrađenoj 
zavjetnoj crkvi Il Redentore, s kojima tvori simbolični luk. Salute stoji na ulazu u grad kao simbol njegove pobožnosti, istina u susjedstvu rustične zgrade carinarnica (Dogana) koja je pak simbol druge strane Mletaka - pomorske trgovine. Spor s biskupom, nominalnim vlasnikom crkve i sjemeništa na mjestu buduće gradnje, povoljno je riješen, tako da je rušenje objekata na budućem gradilištu otpočelo je 1631. godine.
Za odabir najboljeg rješenja buduće crkve održan je natječaj. Od jedanaest natječajnih radova (među njima su bili projekti: Antonia Smeraldija (il Fracaa), Zambattiste Rubertinija, Alessandra Varotarija, Mattea Ignolija, i Bertea Bellija), samo su dva ušla u uži izbor. Na kraju je pobijedilo rješenje Baldassarea Longhene. Crkva je dovršena 1681., godinu dana prije Longhenine smrti.
Longhenin rad bio je vrlo razrađen arhitektonski plan, s puno detalja i strukturom troškova. Veliko vijeće glasalo je ovako: 66 su bili za projekt Longhene, 29 protiv a 2 su bila suzdržana.

## Vanjština
Salute je osmerokutna zgrada sagrađena na podestu od 100.000 drvenih pilota. Izgrađena je od istarskog kamena i marmorina (opeke premazane mramornom prašinom). Osmerokutna crkva, s velikim tamburom za kupolu, bila je već klasični arhitektonski vokabular, 
reminescencija na bizantsku umjetnost i bazilike poput San Vitale. Crkvena unutrašnjost je prepuna marijanskog simbolizma, velika kupola predstavlja - Marijinu krunu, unutrašnjost puna niša - utrobu, osam stranica crkve, osam stranica - njene zvijezde.
Danas je kupola crkve Salute važan dio venecijanske vizure, postala je simbol grada, baš 
kao što su to kupole katedrale u Firenci i sv. Petra u Rimu. Jedina razlika je u tome što Salute nije velika katedralna crkva, već mala proštenjska crkva unutar grada.

## Unutrašnjost bazilike
Veliki barokni oltar, projektirao je osobno Longhena, na njemu je bizantska ikona Bogorodica a djetetom (Madonna della Salute o Mesopanditissa) iz 12. st. ili 13. stoljeća s Krete. Kiparska skupina na glavnom oltaru, sa scenom kraljica neba koja tjera kugu (1670.) je kazališno barokno remek-djelo flamanskog kipara Jouste de Cortea.
Tintorettov doprinos je velika slika Svadba u Kani u velikoj sakristiji, na njoj je i njegov autoportret. Najviše slika za baziliku napravio je Tizian, koji je naslikao ustoličenje sv. Marka  sa svetim Kuzmom, Damjanom, Sebastijanom i Rokom, Oltarnu sliku u sakristiji, kao i stropne freske David i Golijat, Abraham i Izak, Kajin i Abel.

## Zanimljivost
Crkva Santa Madona della Salute izgrađena je dijelom od kamenih blokova osam kula Dioklecijanove palače u današnjem Splitu, sa sjevernog i istočnog zida, koje su porušene po zapovjedi mletačkog providura Alvisea Zorzija.